# Saki Fujita
Saki Fujita, 藤田 咲, Fujita Saki (Tokyo, 19 ottobre 1984), è una doppiatrice giapponese.
È conosciuta principalmente per aver fornito la voce al personaggio di Hatsune Miku, una delle Vocaloid più celebri, sviluppata da Crypton Future Media. La sua voce è stata campionata per creare il sintetizzatore vocale di Miku, lanciato nel 2007 con il software VOCALOID2.